# Lake Elsinore
Lake Elsinore é uma cidade localizada no estado americano da Califórnia, no Condado de Riverside. Foi incorporada em 9 de abril de 1888.

## Geografia
De acordo com o United States Census Bureau, a cidade tem uma área de 108 km², onde 93,8 km² estão cobertos por terra e 14,2 km² por água.

### Localidades na vizinhança
O diagrama seguinte representa as localidades num raio de 16 km ao redor de Lake Elsinore.

## Demografia
Segundo o censo nacional de 2010, a sua população é de 51 821 habitantes e sua densidade populacional é de 552,56 hab/km². Possui 16 253 residências, que resulta em uma densidade de 173,30 residências/km².